# خسوف القمر أكتوبر 2013
حدث خسوف شبه قمري للقمر في 18-19 أكتوبر 2013، وهو آخر خسوف من ثلاثة خسوف للقمر في عام 2013.

## الرؤية

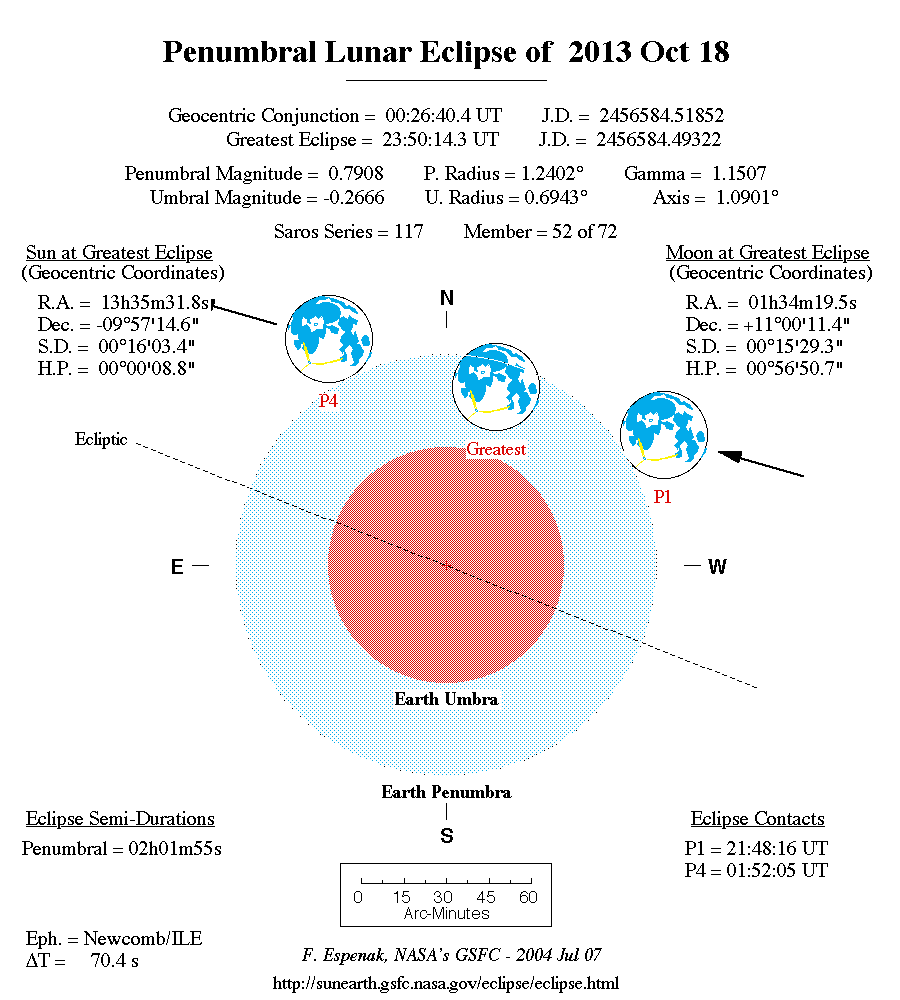
مخطط ناسا للكسوف

كان مرئيًا من الأمريكتين (للنهاية) وأوروبا وإفريقيا ومعظم آسيا (كانت بداية الخسوف مرئية في شرق آسيا). يمكن أن يرى الجزء الغربي من الفلبين (بما في ذلك غرب لوزون وبالاوان ) الخسوف شبه النقطي عند غروب القمر.
|              |
| خريطة الرؤية |

## صورة فوتوغرافية

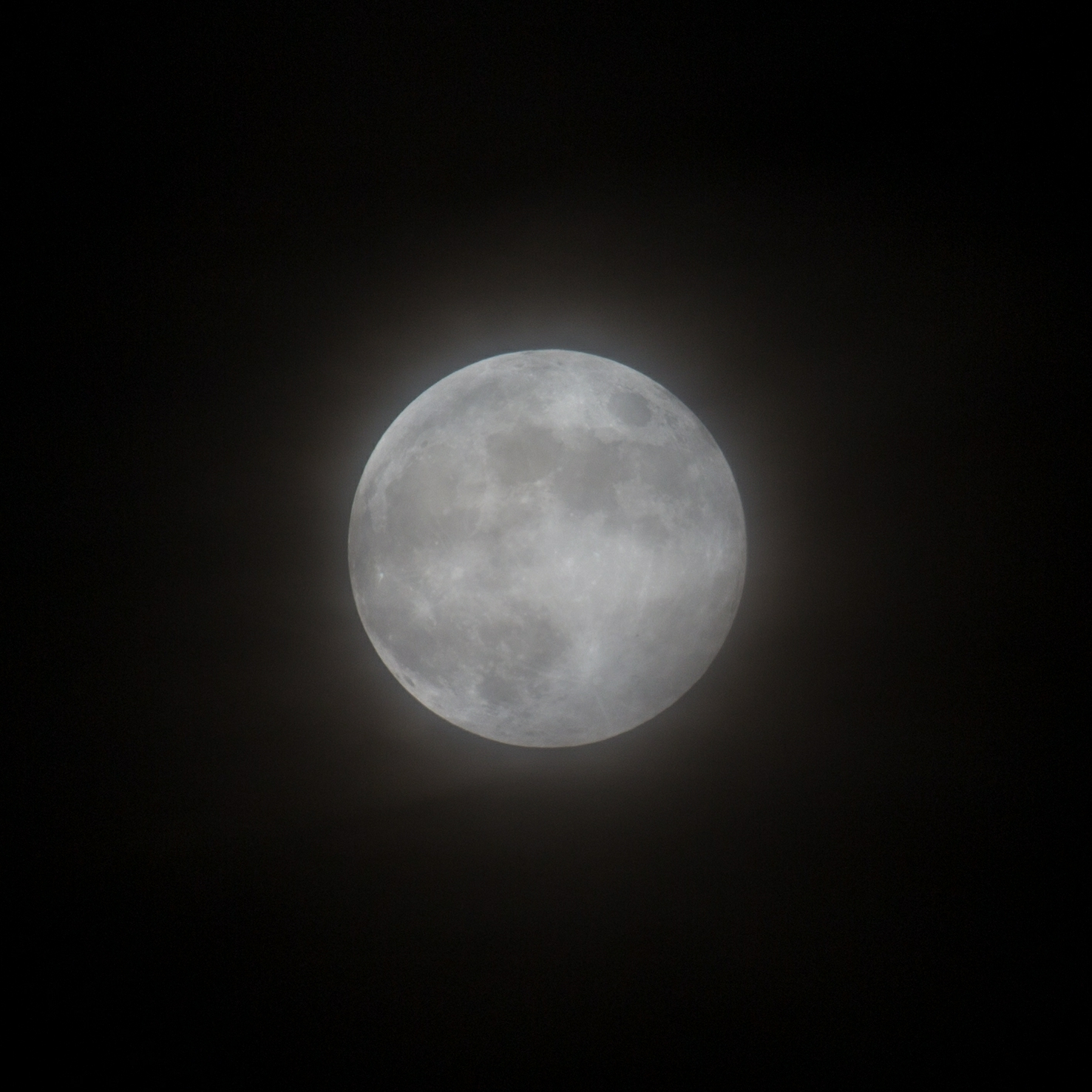
جورجيا ، 0:16 UTC

## الخسوفات ذات الصلة

### كسوف 2013
- خسوف جزئي للقمر في 25 أبريل.
- كسوف حلقي للشمس في 10 مايو.
- خسوف شبه قمري للقمر في 25 مايو.
- خسوف شبه قمري للقمر في 18 أكتوبر.
- كسوف شمسي هجين في 3 نوفمبر.

هذا الخسوف هو واحد من أربعة خسوف للقمر في سلسلة قصيرة العمر عند العقدة الهابطة لمدار القمر.
تتكرر سلسلة السنة القمرية بعد 12 قمرًا أو 354 يومًا (العودة إلى الوراء حوالي 10 أيام في سنوات متتالية). بسبب تغيير التاريخ، سيكون ظل الأرض حوالي 11 درجة غربًا في أحداث متتالية.

### دورة نصف ساروس
سوف يسبق خسوف القمر خسوف الشمس ويتبعه 9 سنوات و 5.5 أيام ( نصف ساروس ). يرتبط خسوف القمر هذا بخسوفين جزئيين للشمس من سولار ساروس 124.

## روابط خارجية
- خسوف الناسك: 23 مارس 2016 - خسوف ما قبل القمر
- Eclipse Geeks Penumbra خسوف القمر 18/19 أكتوبر 2013 نسخة محفوظة 25 فبراير 2020 على موقع واي باك مشين.